# Eta Sagittarii
Eta Sagittarii (η  Sagittarii, förkortat Eta Sgr, η  Sgr) som är stjärnans Bayerbeteckning, är en dubbelstjärna belägen i den sydvästra delen av stjärnbilden Skytten. Den har en skenbar magnitud på 3,11 och är klart synlig för blotta ögat. Baserat på parallaxmätning inom Hipparcosuppdraget på ca 22,4 mas, beräknas den befinna sig på ett avstånd av ca 146 ljusår (ca 45 parsek) från solen.

## Nomenklatur
Eta Sagittarii utgjorde tillsammans med γ Sgr, δ Sgr och ε Sgr, Al Na'ām al Wārid (النعم لوارد), ”vandrande strutsar”. Enligt stjärnkatalogen i det tekniska memorandumet 33-507 - A Reduced Star Catalog Containing 537 Named Stars var Al Na'ām al Wārid eller Namalwarid benämningen på denna stjärna.
I stjärnkatalogen i Al Achsasi al Mouakket-kalendern var den betecknad Rabah al Wadirah, vilket betyder "den fjärde Warida".

## Egenskaper
Primärstjärnan i Eta Sagittarii är en röd jättestjärna av spektralklass M2 III. Den har en radie som är ca 57 gånger så stor som solens och utsänder från dess fotosfär ca 11 gånger mera energi än solen vid en effektiv temperatur på ca 3 830 K. Den är en utvecklad stjärna som för närvarande befinner sig på den asymptotiska jättegrenen och som har förbrukat förrådet av både väte och helium i dess kärna. Den klassificeras som en syrerik oregelbunden variabel eftersom den varierar i magnitud mellan +3,08 och 3,12.
En följeslagare, Eta Sagittarii B, observerades av amerikanske astronomen S. W. Burnham 1879. De två stjärnorna har en gemensam rörelse genom rymden och antas vara gravitationellt bundna till varandra. Följeslagaren är sannolikt en stjärna i huvudserien av spektraltyp F med en skenbar magnitud på +7,77. Den är separerad med 3,6 bågsekunder från primärstjärnan vid en positionsvinkel på 108°. i en bana med omloppsperiod på minst 1 270 år.
Eta Sagittarii har två optiska följeslagare som inte är fysiskt bundna till konstellationen. Den ena är en stjärna av 10:e magnituden med en vinkelseparation på 93 bågsekunder med en positionsvinkel på 303°. Den andra är en svagare stjärna av 13:e magnituden med en vinkelseparation på 33 bågekunder med en positionsvinkel på 276°.